# Embleton (Northumberland)
Embleton è un paese della contea del Northumberland, in Inghilterra.